# 永田鉄男
永田 鉄男（ながた てつお、1952年- ）は、フランス在住の日本人映画撮影監督。

## 人物
長野県中野市出身で作曲家の久石譲とは幼馴染み。ハリウッドの代理人はエンデバー・エージェンシー。フランス撮影監督協会（AFC）所属。
2002年にカンヌ国際映画祭のコンペティション部門で『将校たちの部屋』（未公開）でセザール賞撮影賞を受賞。続いて2007年公開の『エディット・ピアフ〜愛の讃歌〜』で2008年に第33回セザール賞撮影賞を受賞。
CM撮影においては、HONDA、資生堂、CANAL＋、ルノー、ローレックス、ヘネシー、ORAL等の作品を手がけている。

## 受賞歴
- 第39回日本アカデミー賞優秀撮影賞（2015年、『海難1890』）[1]

## フィルモグラフィー
- うつくしい人生 C'est quoi la vie ? (1999)
- スティール Steal (2002)
- ナルコ Narco (2004)
- 大停電の夜に (2005)
- エディット・ピアフ〜愛の讃歌〜 La Môme (2007)
- スプライス Splice (2009)
- ミックマック Micmacs (2009)
- レオニー Leonie (2010)
- 海難1890 (2015)